# Transporte terrestre

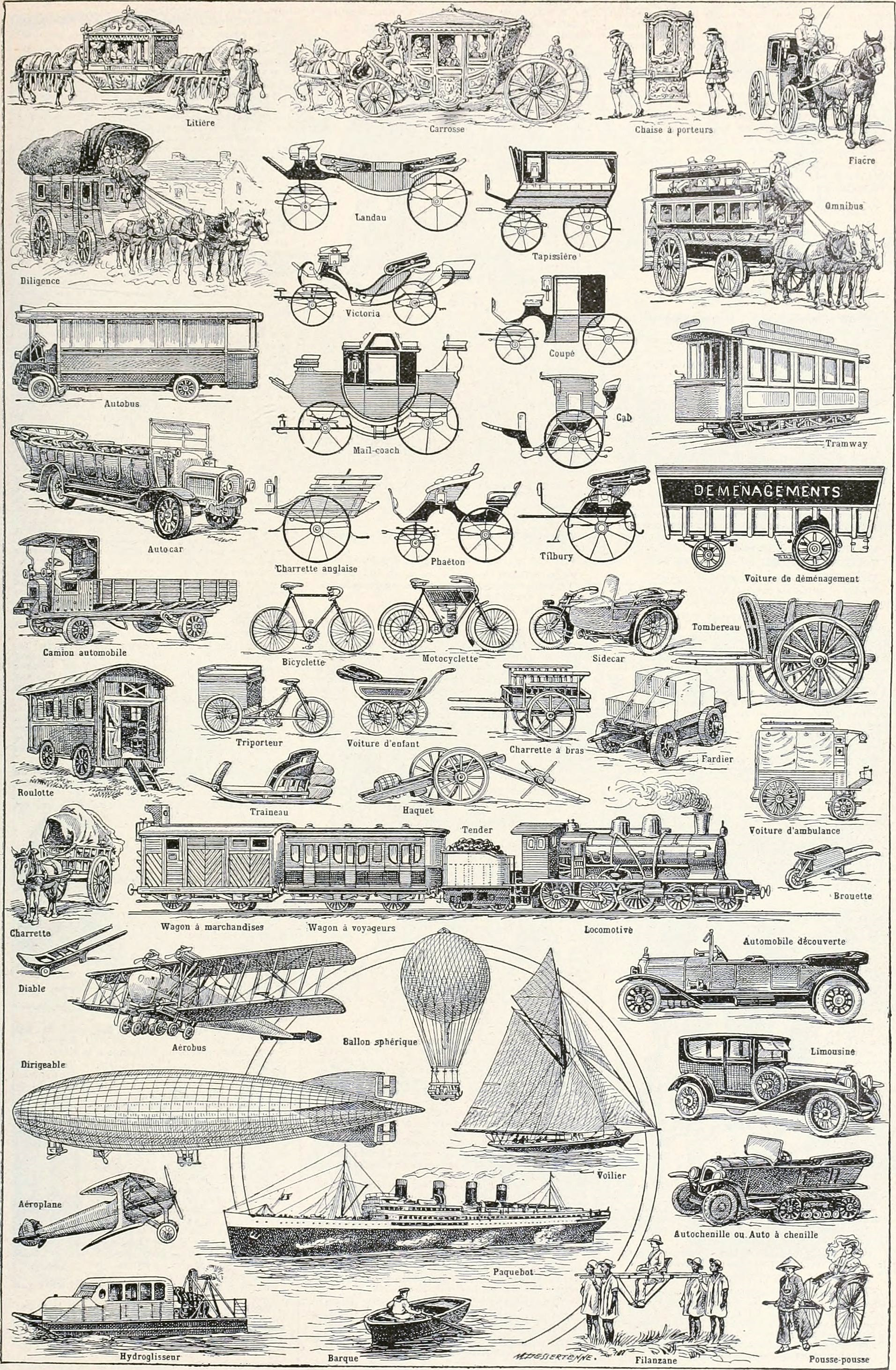
Carruagens, carrinhos, bicicletas, carros, trens, barcos, dirigíveis e aviões

Transporte terrestre é o transporte ou movimentação de pessoas, animais ou mercadorias de um local para outro local em terra. As duas principais formas de transporte terrestre podem ser consideradas o transporte ferroviário e o transporte rodoviário.

## Sistemas
Vários sistemas de transporte terrestre foram concebidos, desde o sistema mais básico de humanos transportando coisas de um lugar até redes sofisticadas de transporte terrestre utilizando diferentes tipos de veículos e infraestrutura. Os três tipos são movidos a energia humana, movidos a animais e movidos a máquinas

### Transporte movido a energia humana

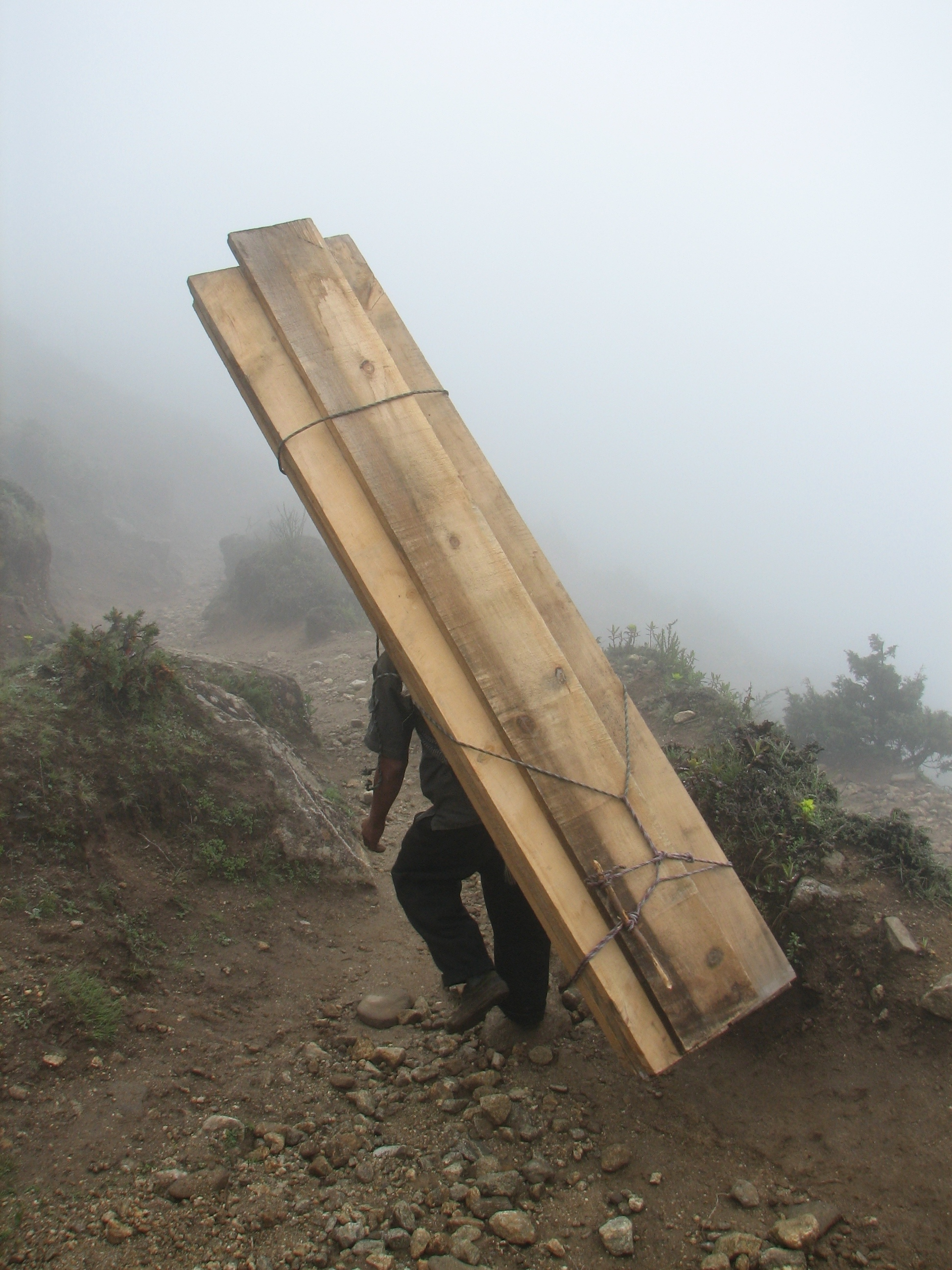
O transporte movido a energia humana continua comum nos países em desenvolvimento.

O transporte movido a energia humana, uma forma de transporte sustentável, é o transporte de pessoas e/ou mercadorias que utiliza a força muscular humana, na forma de caminhar, correr e nadar. A tecnologia moderna permitiu que as máquinas aumentassem o poder humano. O transporte movido a energia humana continua popular por razões de economia de custos, lazer, exercício físico e ambientalismo; às vezes é o único tipo disponível, especialmente em regiões subdesenvolvidas ou inacessíveis.
Embora os humanos sejam capazes de caminhar sem infraestrutura, o transporte pode ser melhorado através do uso de estradas, especialmente quando se utiliza a força humana com veículos, como bicicletas e patins em linha. Veículos movidos a energia humana também foram desenvolvidos para ambientes difíceis, como neve e água, por meio de embarcações a remo e esqui; até mesmo o ar pode ser acessado com aeronaves movidas a energia humana.

### Transporte movido a animais
O transporte movido a animais é a utilização de animais de trabalho para a movimentação de pessoas e mercadorias. Os humanos podem montar alguns dos animais diretamente, usá-los como animais de carga para transportar mercadorias ou aproveitá-los, sozinhos ou em equipes, para puxar trenós ou veículos com rodas.

### Transporte rodoviário

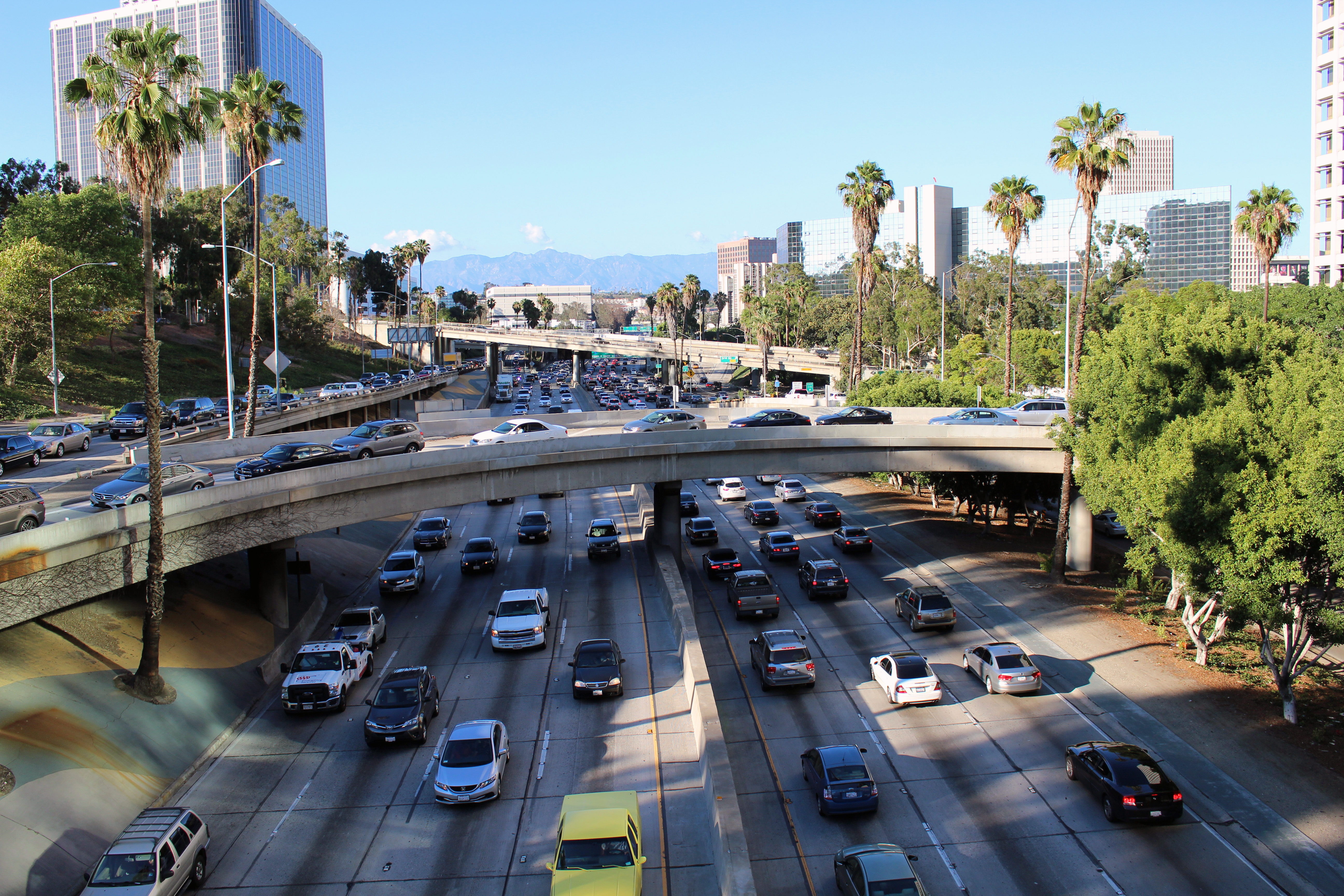
A Harbor Freeway costuma ficar muito congestionada na hora do rush no centro de Los Angeles.

Uma estrada é uma rota, caminho ou caminho identificável entre dois ou mais lugares. As estradas são normalmente suavizadas, pavimentadas ou preparadas de outra forma para permitir viagens fáceis; embora não precisem ser, e historicamente muitas estradas eram rotas simplesmente reconhecíveis, sem qualquer construção ou manutenção formal. Nas áreas urbanas, as estradas podem passar por uma cidade ou vila e ser denominadas ruas, desempenhando uma dupla função de servidão e percurso do espaço urbano.
O veículo rodoviário mais comum é o automóvel; um veículo de passageiros com rodas que carrega seu próprio motor. Outros usuários das estradas incluem ônibus, caminhões, motocicletas, bicicletas e pedestres.
Os automóveis oferecem alta flexibilidade e baixa capacidade, mas são considerados de alto uso de energia e área, e a principal fonte de poluição sonora e atmosférica nas cidades; os ônibus permitem viagens mais eficientes ao custo de flexibilidade reduzida. O transporte rodoviário por caminhão é frequentemente a fase inicial e final do transporte de mercadorias.

### Transporte ferroviário

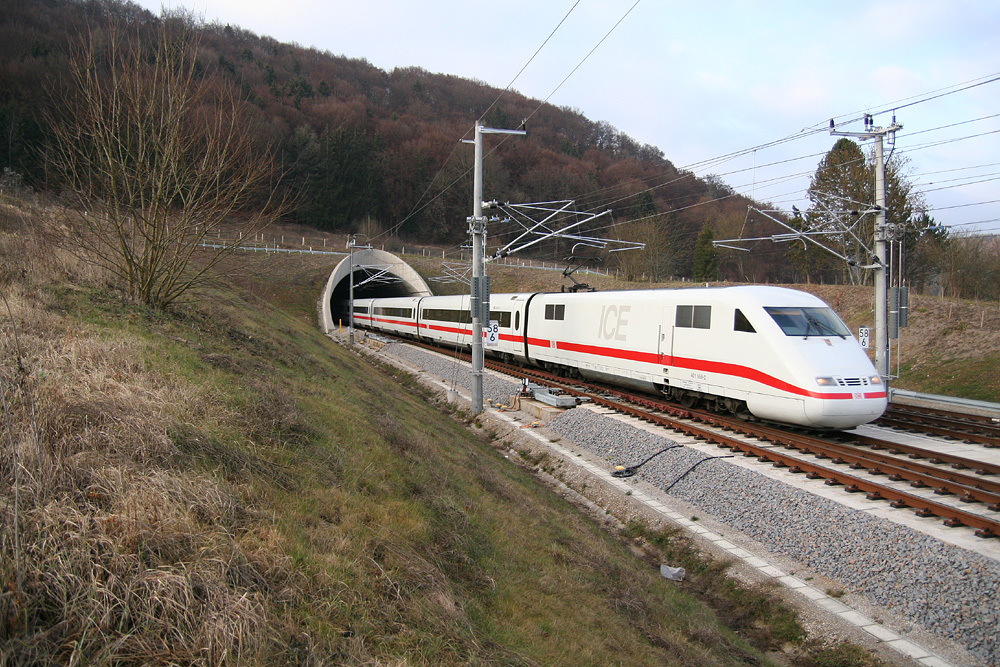
InterCityExpress, um trem alemão de passageiros de alta velocidade

O transporte ferroviário é onde um trem percorre um conjunto de dois trilhos de aço paralelos, conhecido como ferrovia ou ferrovia. Os trilhos são ancorados perpendicularmente a tirantes (ou travessas) de madeira, concreto ou aço, para manter uma distância consistente entre eles, ou bitola . Os trilhos e vigas perpendiculares são colocados sobre uma fundação de concreto ou terra comprimida e cascalho em um leito de lastro. Métodos alternativos incluem monotrilho e maglev.
Um trem consiste em um ou mais veículos conectados que circulam sobre trilhos. A propulsão é comumente fornecida por uma locomotiva, que transporta uma série de vagões sem motor, que podem transportar passageiros ou carga. A locomotiva pode ser movida a vapor, diesel ou eletricidade fornecida por sistemas de via. Alternativamente, alguns ou todos os carros podem ser alimentados, o que é conhecido como unidade múltipla. Além disso, um trem pode ser movido por cavalos, cabos, gravidade, pneumática e turbinas a gás.
Os trens intermunicipais são serviços de longa distância que conectam cidades; o trem moderno de alta velocidade é capaz de atingir velocidades de até 350 quilômetros por hora (220 mph), mas isso requer uma pista especialmente construída. Os trens regionais e suburbanos alimentam as cidades a partir dos subúrbios e arredores, enquanto o transporte intraurbano é realizado por bondes de alta capacidade e trânsitos rápidos, muitas vezes constituindo a espinha dorsal do transporte público de uma cidade.

### Outros modos

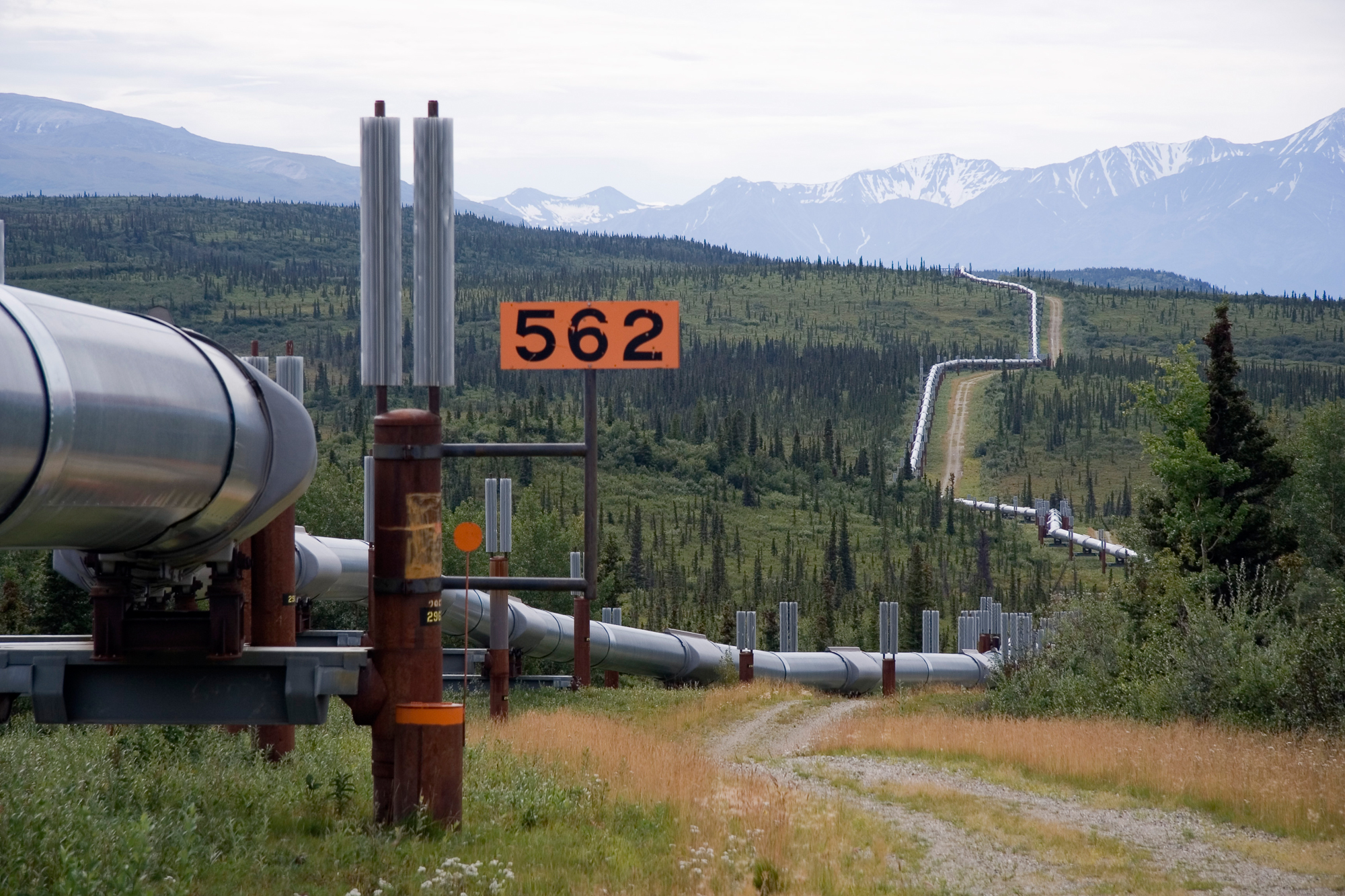
Oleoduto Trans-Alasca para petróleo bruto

O transporte por duto é mais usado comumente para enviar líquidos e gases, mas os tubos pneumáticos também podem enviar cápsulas sólidas usando ar comprimido. Para líquidos/gases, qualquer líquido ou gás quimicamente estável pode ser enviado através de uma tubulação. Existem sistemas de curta distância para esgoto, chorume, água e cerveja, enquanto redes de longa distância são usadas para petróleo e gás natural.
O transporte por cabo é um modo amplo em que os veículos são puxados por cabos em vez de por uma fonte de energia interna. É mais comumente usado em gradientes acentuados. As soluções típicas incluem teleféricos, elevadores, escadas rolantes e teleféricos; alguns deles também são categorizados como transporte transportador.

### Conexões com outros modos

#### Aeroportos
Os aeroportos servem como terminal para as atividades de transporte aéreo, mas a maioria das pessoas e cargas transportadas por via aérea devem utilizar o transporte terrestre para chegar ao seu destino final.
Os serviços baseados em aeroportos às vezes são usados para transportar pessoas para hotéis próximos quando é necessária pernoite para voos de conexão. As empresas fornecem serviços de aluguei de automóveis, ônibus privados e táxis, enquanto o transporte de massa é geralmente fornecido por um município ou outra fonte de financiamento público.
Vários aeroportos importantes, incluindo os de São Paulo-Guarulhos e John F. Kennedy, fornecem muitos tipos de transporte terrestre, muitas vezes trabalhando com empresas de negócios similares. Aeroportos menores podem ter apenas algumas locadoras privadas e um serviço de ônibus. Aeroportos maiores tendem a oferecer diversas opções de transporte diferentes. Os aeroportos maiores às vezes também têm trens leves e/ou estradas que circundam um aeroporto para fornecer acesso a partir de vários terminais.

#### Portos marítimos
Tal como acontece com o transporte aéreo, o transporte marítimo normalmente requer a utilização de transporte terrestre em ambos os extremos da viagem para que as pessoas e mercadorias cheguem aos seus destinos finais.

## Elementos

### A infraestrutura

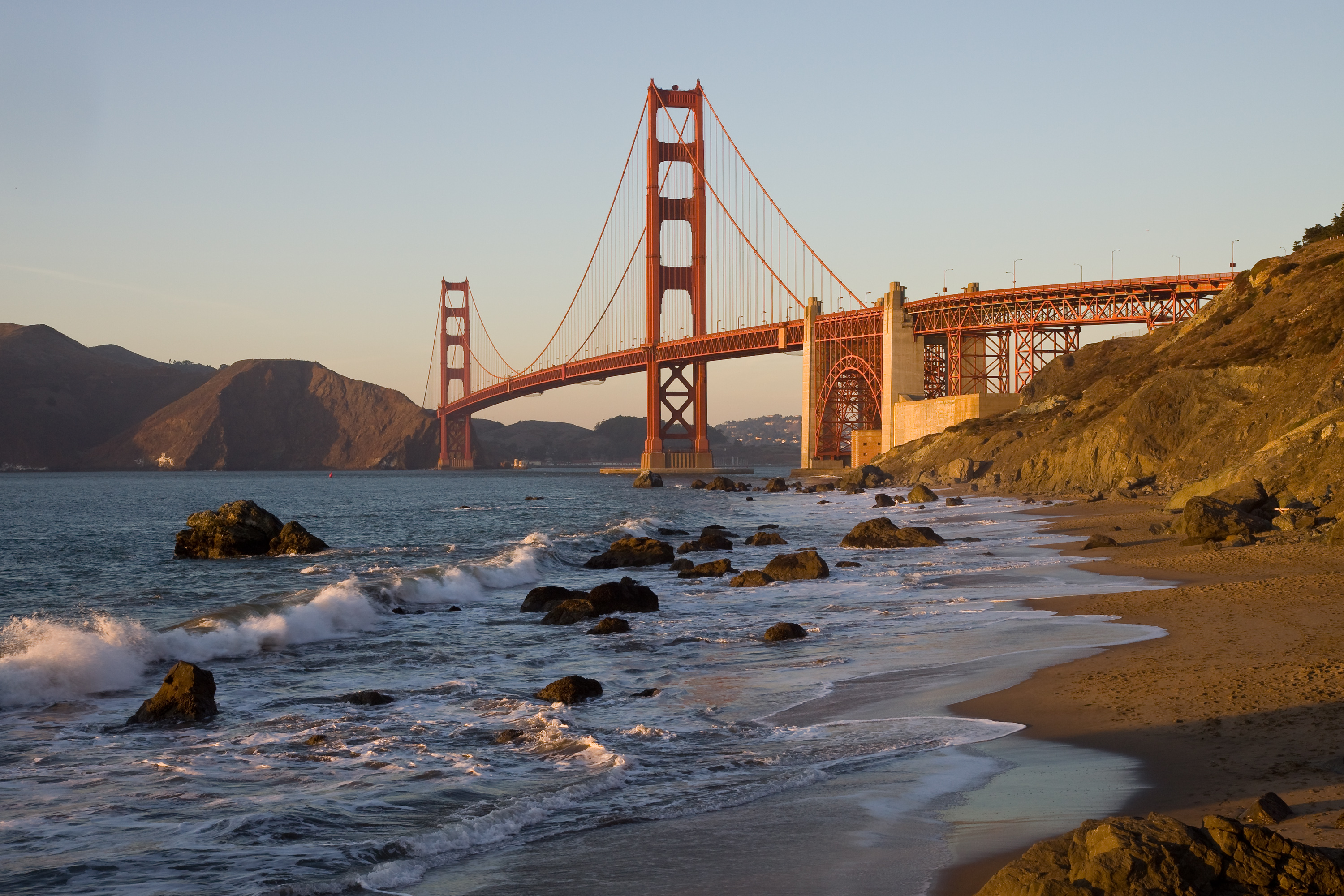
Pontes, como a Ponte Golden Gate, permitem que estradas e ferrovias atravessem corpos d'água.

Infraestrutura são as instalações fixas que permitem a operação de um veículo. É composto por uma via, um terminal e instalações para estacionamento e manutenção. Para transporte ferroviário, dutoviário, rodoviário e por cabo, todo o percurso do veículo deve ser construído.
Terminais como estações são locais onde passageiros e carga podem ser transferidos de um veículo ou modo para outro. Para o transporte de passageiros, os terminais estão integrando diferentes modais para permitir que os passageiros façam intercâmbio e aproveitem as vantagens de cada modo. Por exemplo, as ligações ferroviárias aeroportuárias ligam os aeroportos aos centros e subúrbios das cidades. Os terminais para automóveis são estacionamentos, enquanto ônibus e camionetas podem operar a partir de paradas simples.
O financiamento da infraestrutura pode ser público ou privado. Os transportes são frequentemente um monopólio natural e uma necessidade para o público; estradas e, em alguns países, as ferrovias e os aeroportos são financiados através de impostos. Novos projetos de infraestruturas podem ter custos elevados e são muitas vezes financiados através de dívida. As autoridades podem impor impostos sobre a compra ou utilização de veículos. Devido à má previsão e à superestimação do número de passageiros pelos planejadores, há frequentemente uma escassez de benefícios para os projetos de infraestruturas de transportes.

### Veículos

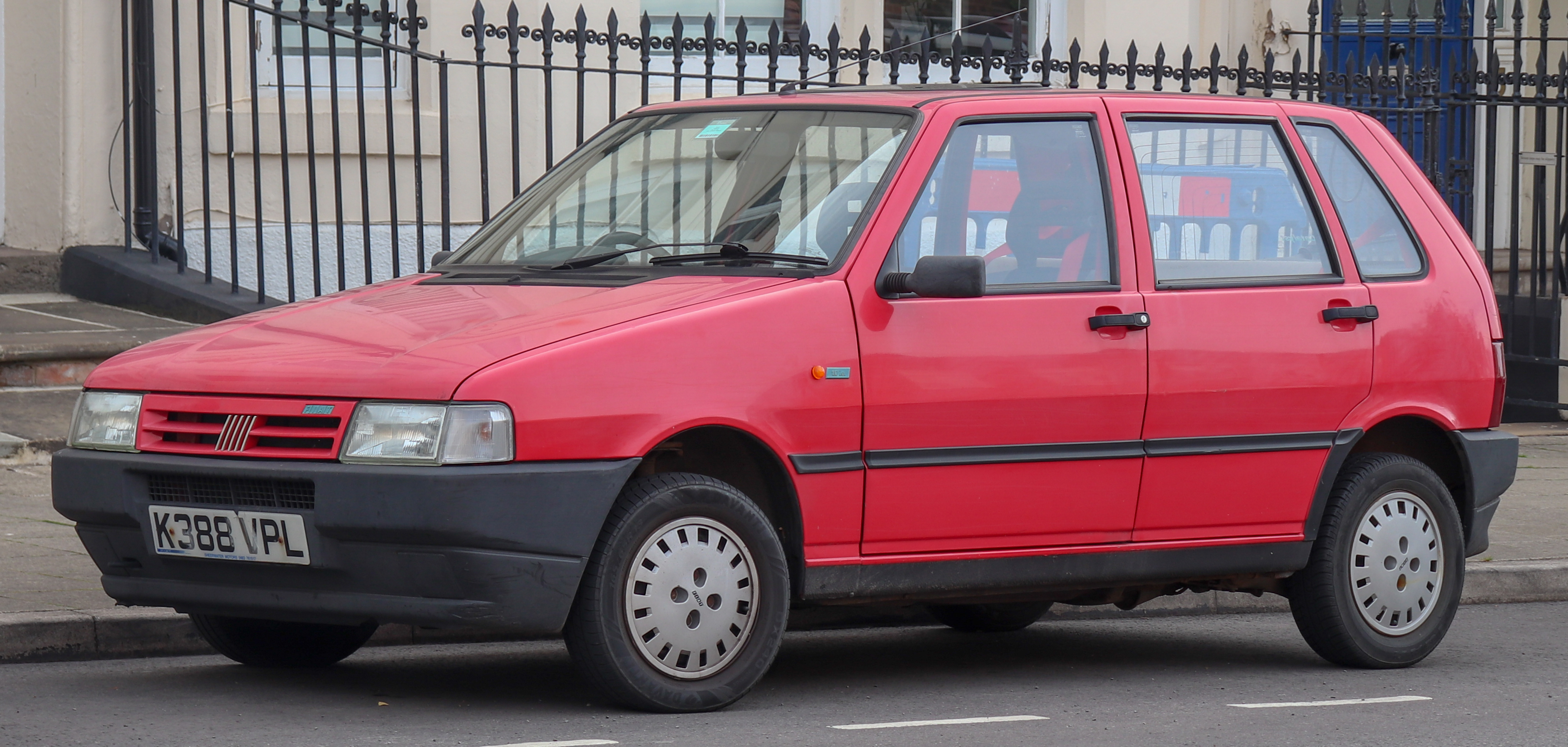
Um Fiat Uno em 2018

Um veículo é qualquer dispositivo não vivo usado para transportar pessoas e mercadorias. O veículo deve fornecer propulsão própria; isso é mais comumente feito por meio de uma máquina a vapor, motor de combustão ou motor elétrico, embora também existam outros meios de propulsão. Os veículos também precisam de um sistema para converter a energia em movimento; isso é mais comumente feito através de rodas, hélices e pressão.
Os veículos são geralmente conduzidos por um motorista. No entanto, alguns sistemas, como os de movimentação de pessoas e alguns trânsitos rápidos, são totalmente automatizados. Para o transporte de passageiros, o veículo deverá possuir compartimento para os passageiros. Veículos simples, como automóveis, bicicletas ou simples aeronaves, podem ter um dos passageiros como motorista.

## Usuários

### Público
O transporte público terrestre refere-se ao transporte de pessoas e mercadorias por entidades governamentais ou comerciais que é disponibilizado ao público em geral com o objetivo de facilitar a economia e a sociedade que servem. Os fundos para pagar esse transporte podem vir de impostos, pedágio ou alguma combinação. A grande maioria dos transportes públicos é terrestre, sendo o deslocamento diário e a entrega postal os objetivos principais.

### Comércio
O transporte terrestre comercial refere-se ao transporte de pessoas e mercadorias por entidades comerciais disponibilizadas a preço de custo a indivíduos, empresas e ao governo com a finalidade de lucrar com as entidades que fornecem as viagens. A maior parte da infraestrutura utilizada é propriedade pública e os veículos tendem a ser grandes e eficientes para maximizar a capacidade e as margens de lucro.

### Militares
O transporte terrestre militar refere-se ao transporte de pessoas e mercadorias pelos militares ou outros operadores com a finalidade de apoiar operações militares, tanto em tempos de paz como em áreas de combate. Essa atividade pode utilizar uma combinação de infraestruturas públicas, bem como infraestruturas militares específicas e, em muitos casos, é concebida para operar com pouca ou nenhuma infraestrutura, quando necessário. Os veículos podem variar desde veículos comerciais básicos ou mesmo particulares até aqueles projetados especificamente para uso militar.

### Privado
O transporte terrestre privado refere-se a indivíduos e organizações que transportam a si próprios e às suas próprias pessoas, animais e mercadorias, a seu critério. Os veículos utilizados são normalmente mais pequenos, embora a infraestrutura pública seja frequentemente utilizada para viagens.

## Função
A realocação de viajantes e cargas são os usos mais comuns de transporte. No entanto, existem outras utilizações, como a relocalização estratégica e tática das forças armadas durante a guerra, ou a construção de mobilidade civil ou equipamento de emergência.

### Passageiro

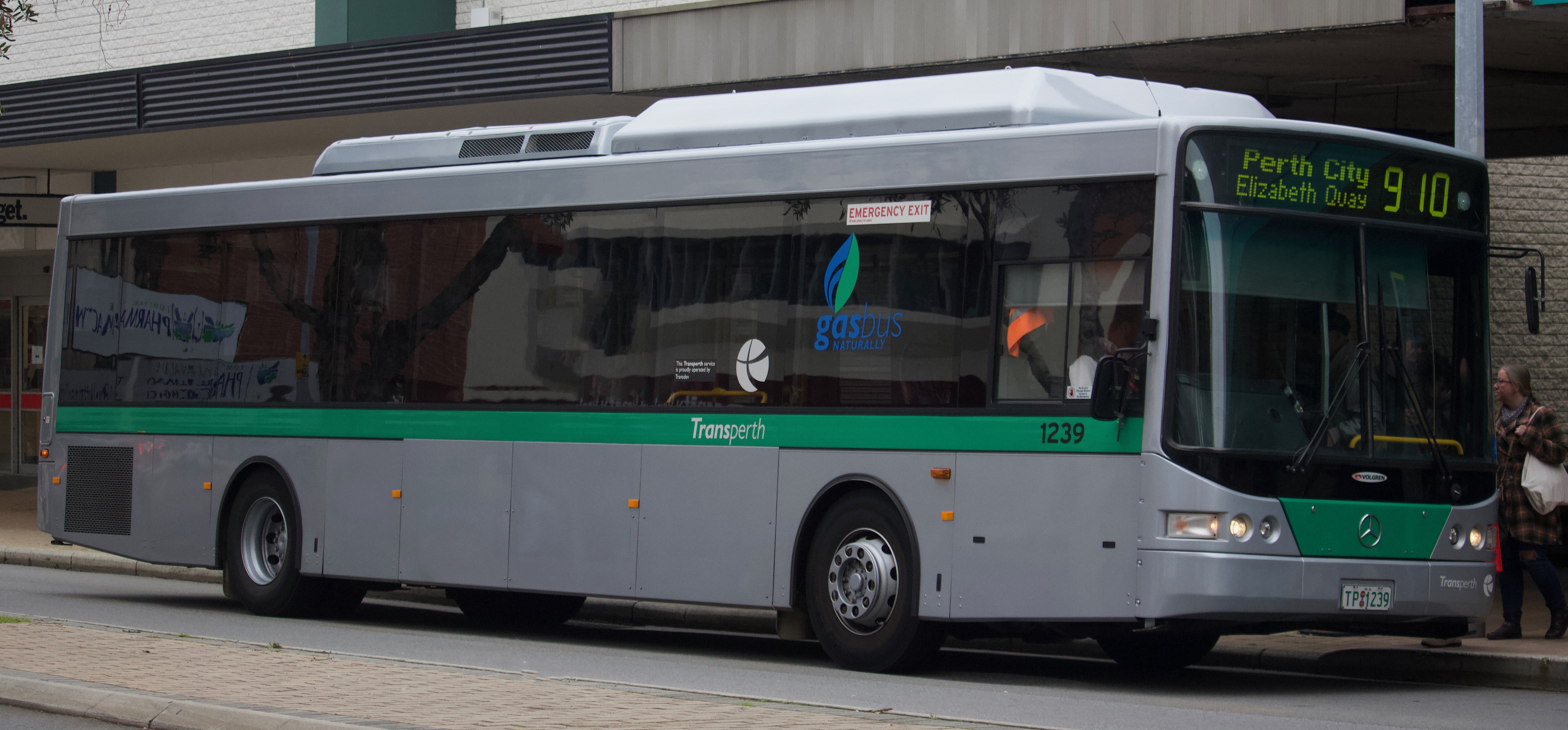
Um ônibus de trânsito local operado pela Transperth em Perth, Austrália

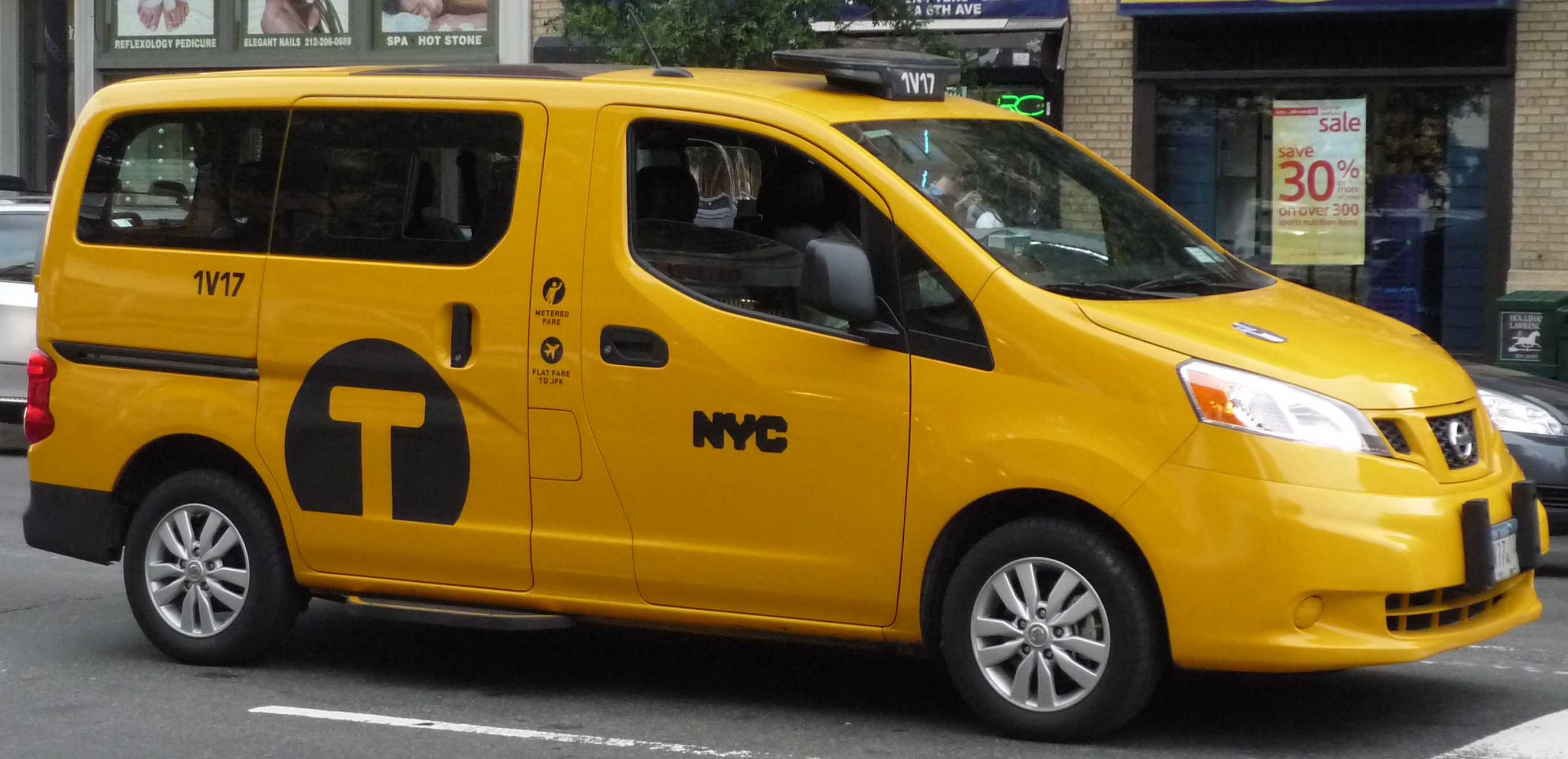
Um táxi operado na cidade de Nova Iorque, Estados Unidos

O transporte de passageiros, ou viagens, divide-se em transporte público e privado. O transporte público é um serviço regular em rotas fixas, enquanto o privado é um veículo que fornece serviços ad hoc conforme o desejo do passageiro. Este último oferece melhor flexibilidade, mas tem menor capacidade e maior impacto ambiental. As viagens podem fazer parte do deslocamento diário, para negócios, lazer ou migração.
O transporte de curta distância é dominado pelo automóvel e pelo transporte coletivo. Este último consiste em ônibus nas cidades rurais e pequenas, complementados. O transporte intermodal de passageiros é aquele em que uma viagem é realizada através da utilização de vários modos de transporte; uma vez que todo o transporte humano normalmente começa e termina com uma caminhada, todo o transporte de passageiros pode ser considerado intermodal. O transporte público também pode envolver a mudança intermediária de veículo, dentro ou entre modos, em um centro de transportes, como uma estação rodoviária ou ferroviária .
Táxis e ônibus podem ser encontrados em ambos os extremos do espectro do transporte público. Os ônibus são o meio de transporte mais barato, mas não são necessariamente flexíveis, e os táxis são muito flexíveis, mas mais caros.
As viagens internacionais geralmente são restritas para alguns indivíduos devido à legislação e requisitos de passaporte e visto.

### Frete
O transporte de carga, ou remessa, é uma chave na cadeia de valor da manufatura. Com o aumento da especialização e DA globalização, a produção está a ser localizada mais longe do consumo, aumentando rapidamente a procura de transportes. Logística refere-se a todo o processo de transferência de produtos do produtor ao consumidor, incluindo armazenamento, transporte, transbordo, armazenagem, manuseio de materiais e embalagem, com a troca de informações associada. O Incoterm trata do tratamento do pagamento e da responsabilidade pelo risco durante o transporte.

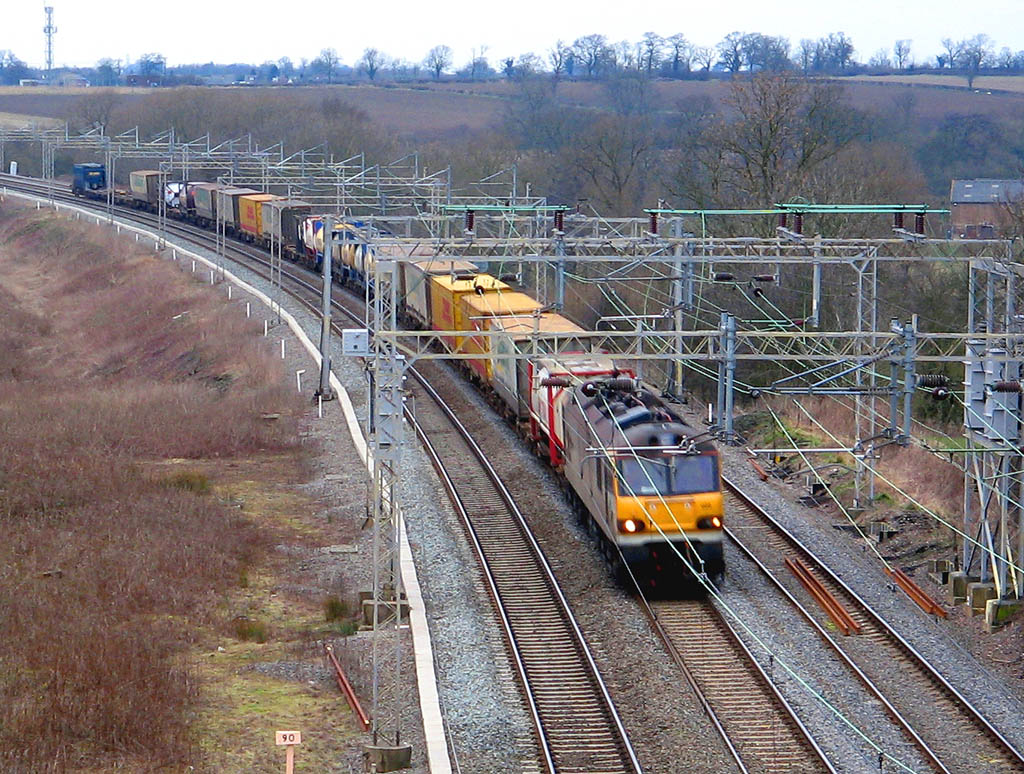
Trem de carga com contêineres no Reino Unido

A conteinerização, com a padronização dos contêineres em todos os veículos e em todos os portos, revolucionou o comércio internacional e doméstico, oferecendo enorme redução nos custos de transbordo. Tradicionalmente, toda carga tinha que ser carregada e descarregada manualmente no transporte de qualquer carro; a conteinerização permite movimentação automatizada e transferência entre modais, e os tamanhos padronizados permitem ganhos de economia de escala na operação dos veículos. Este tem sido um dos principais fatores impulsionadores do comércio internacional e da globalização desde a década de 1950.
O transporte a granel é comum com cargas que podem ser manuseadas de maneira grosseira sem deterioração; exemplos típicos são minério, carvão, cereais e petróleo. Devido à uniformidade do produto, o manuseio mecânico pode permitir que grandes quantidades sejam manuseadas de forma rápida e eficiente.

## História

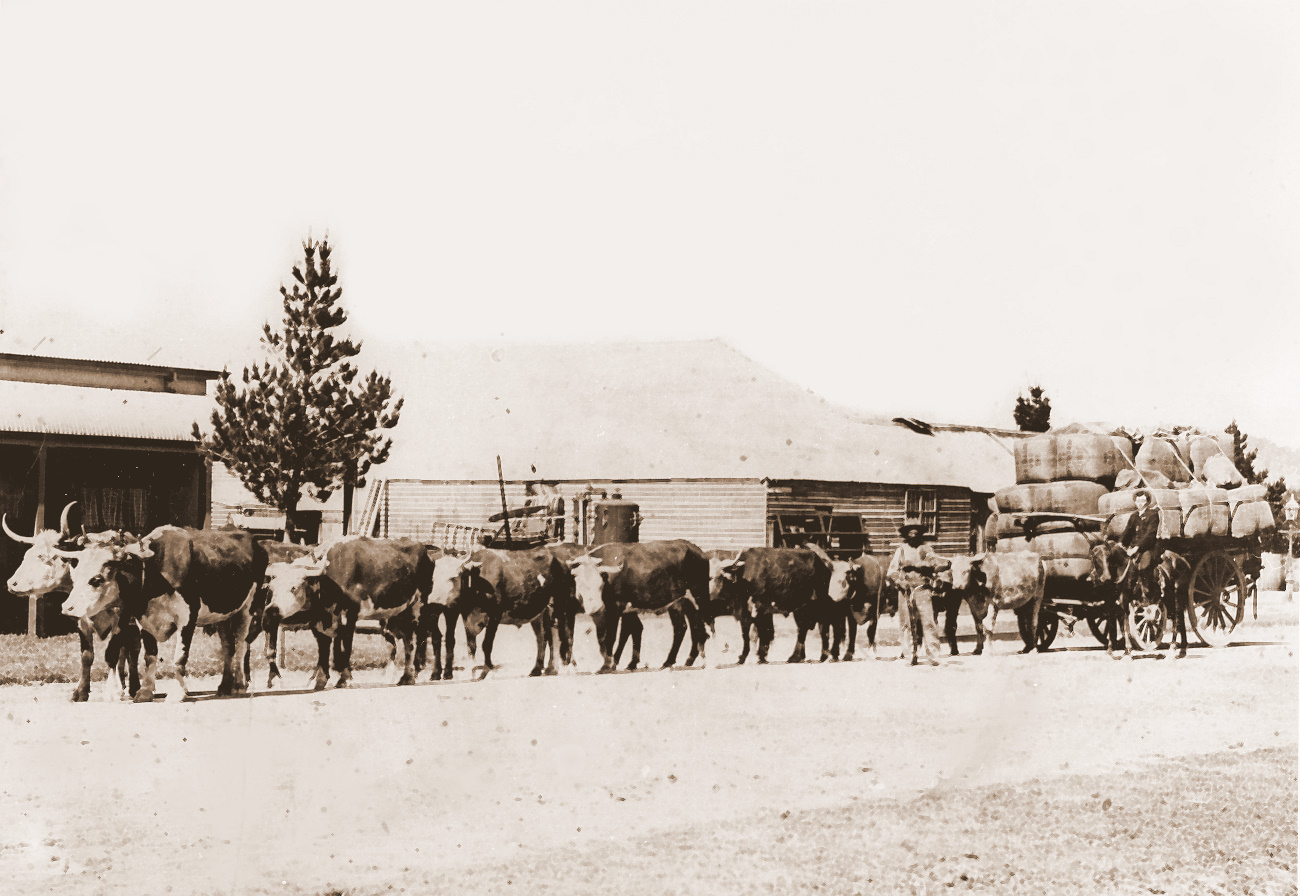
Equipe de boi transportando lã na Austrália

O primeiro meio de transporte terrestre dos humanos foi a caminhada. A domesticação de animais introduz uma nova maneira de colocar o fardo do transporte sobre criaturas mais poderosas, permitindo que cargas mais pesadas sejam transportadas ou que os humanos montem os animais em maior velocidade e duração. Invenções como a roda e o trenó ajudaram a tornar o transporte de animais mais eficiente através da introdução de veículos. No entanto, o transporte aquaviário, incluindo embarcações a remo e a vela, era a única forma eficiente de transportar grandes quantidades ou por grandes distâncias antes da Revolução Industrial.
As primeiras formas de transporte rodoviário foram cavalos, bois ou mesmo humanos transportando mercadorias por caminhos de terra que muitas vezes seguiam trilhas de caça. Estradas pavimentadas foram construídas por muitas civilizações antigas, incluindo a Mesopotâmia e a civilização do Vale do Indo. Os impérios persa e romano construíram estradas pavimentadas com pedras para permitir que os exércitos viajassem rapidamente. Camadas profundas de pedra britada por baixo garantiam que as estradas permanecessem secas.
A Revolução Industrial no século XIX viu uma série de invenções mudar fundamentalmente os transportes. Com a telegrafia, a comunicação tornou-se instantânea e independente do transporte. A invenção da máquina a vapor, seguida de perto pela sua aplicação no transporte ferroviário, tornou o transporte terrestre independente dos músculos humanos ou animais.

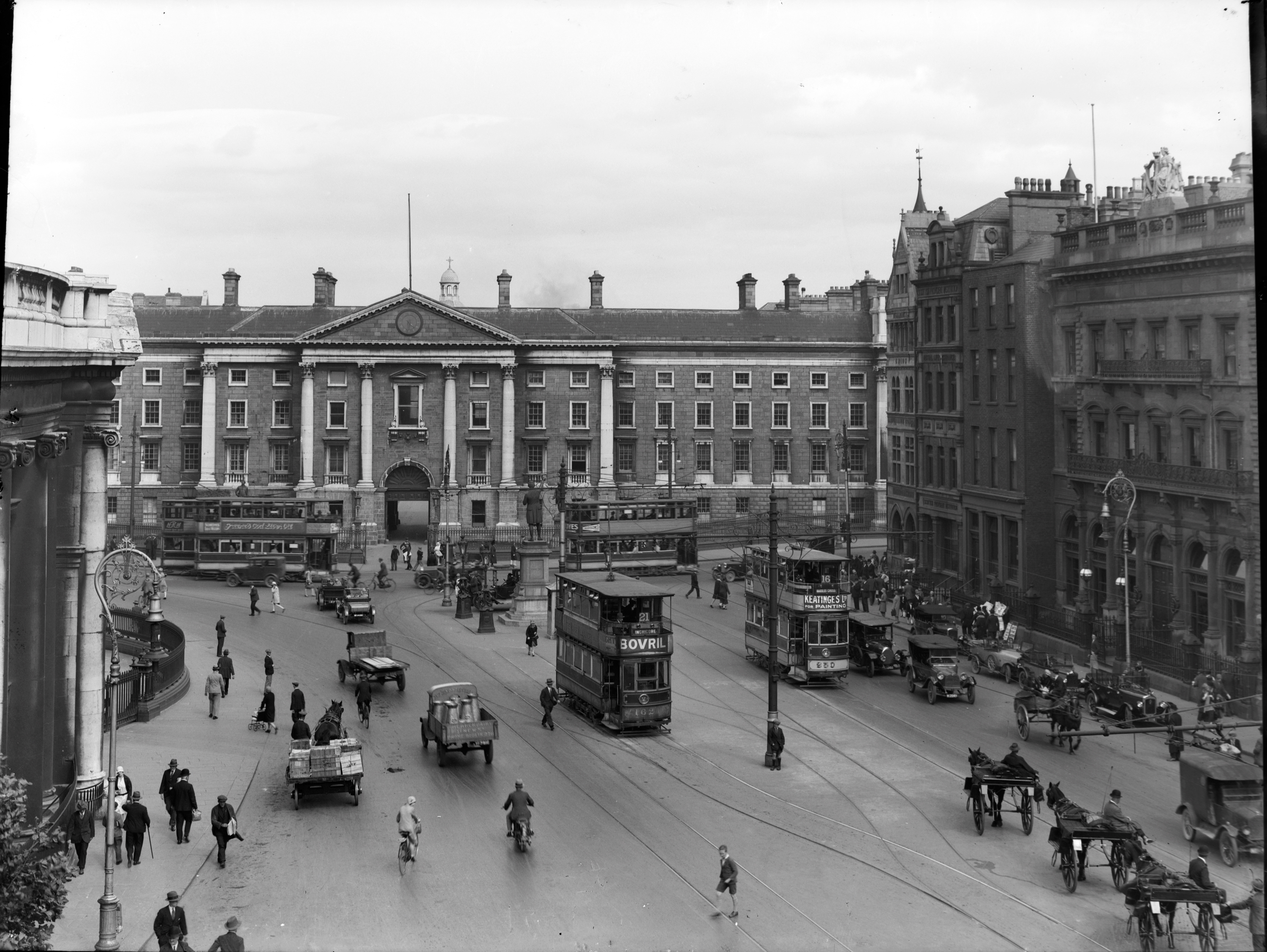
Meios de transporte rodoviário em Dublin, 1929

Com o desenvolvimento do motor de combustão e do automóvel na passagem para o século XX, o transporte rodoviário tornou-se mais viável, permitindo a introdução do transporte privado mecânico. As primeiras rodovias foram construídas durante o século XIX com macadame. Mais tarde, o asfalto e o concreto tornaram-se o material de pavimentação dominante.
Após a Segunda Guerra Mundial, o automóvel e as companhias aéreas assumiram participações mais elevadas nos transportes, reduzindo o transporte ferroviário ao transporte de mercadorias e de passageiros de curta distância. Na década de 1950, a introdução da contentorização proporcionou enormes ganhos de eficiência no transporte de mercadorias, permitindo a globalização. As viagens aéreas internacionais tornaram-se muito mais acessíveis na década de 1960, com a comercialização do motor a jato. Juntamente com o crescimento dos automóveis e das autoestradas, isto introduziu um declínio no transporte ferroviário. Após a introdução do Shinkansen em 1964, os trens de alta velocidade na Ásia e na Europa começaram a transportar passageiros em rotas de longo curso das companhias aéreas.
No início da história dos Estados Unidos, a maioria de aquedutos, pontes, canais, ferrovias, estradas e túneis pertenciam a sociedades anônimas privadas. A maior parte dessas infraestruturas de transporte ficou sob controle governamental no final do século XIX e início do século XX, culminando na nacionalização do serviço ferroviário intermunicipal de passageiros com a criação da Amtrak . Recentemente, contudo, um movimento para privatizar estradas e outras infraestruturas ganhou algum terreno e adeptos.

## Impacto

### Econômico

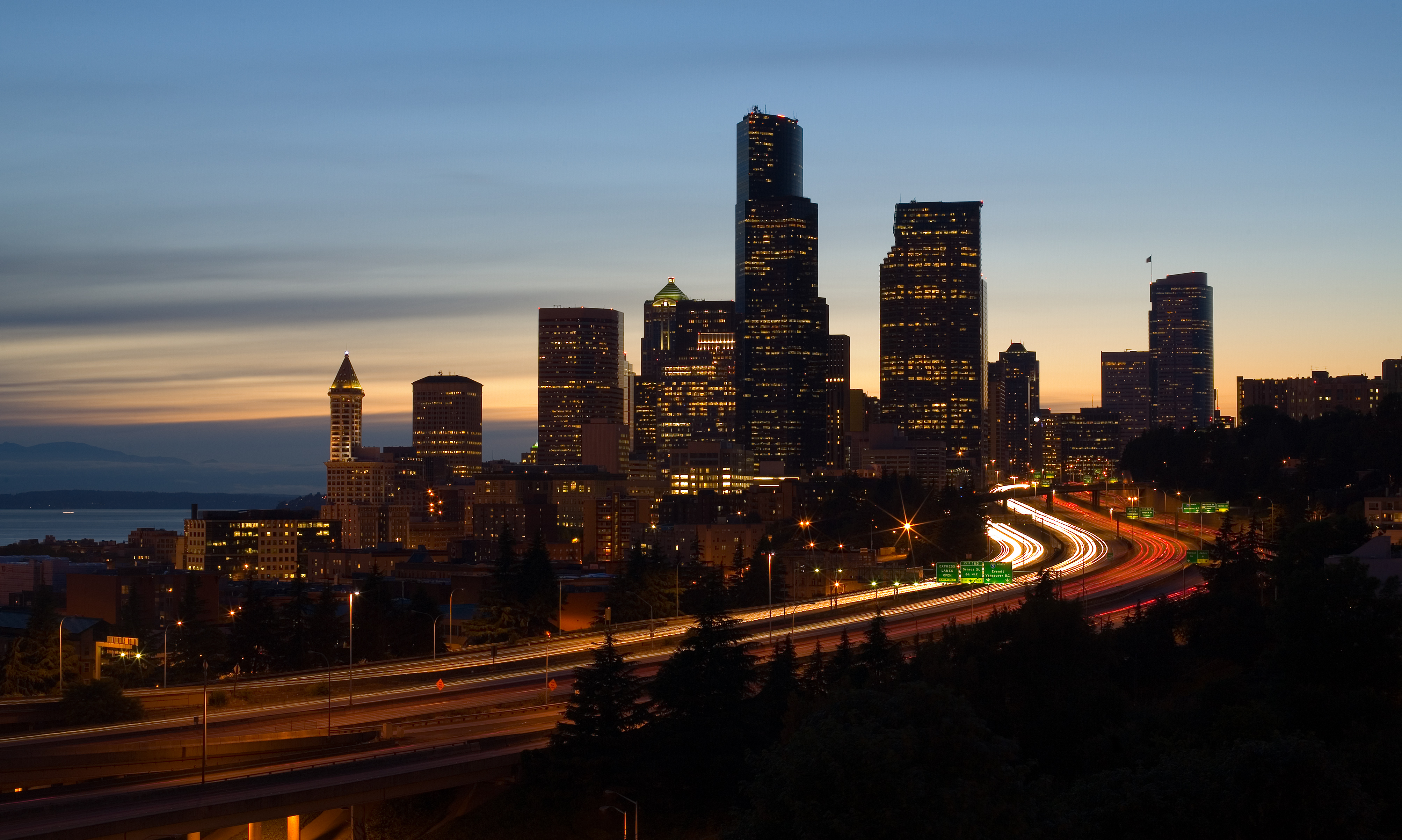
O transporte é um componente chave do crescimento e da globalização, como em Seattle, Washington, Estados Unidos.

O transporte é uma necessidade fundamental para a especialização – permitindo que a produção e o consumo de produtos ocorram em diferentes locais. Ao longo da história, os transportes têm sido um estímulo à expansão; melhores transportes permitem mais comércio e uma maior dispersão de pessoas. O crescimento econômico sempre esteve dependente do aumento da capacidade e da racionalidade dos transportes.
A sociedade moderna dita uma distinção física entre casa e trabalho, obrigando as pessoas a transportarem-se para locais de trabalho ou estudo, bem como a deslocarem-se temporariamente para outras atividades diárias. O transporte de passageiros é também a essência do turismo, uma parte importante do transporte recreativo. O comércio exige o transporte de pessoas para a realização de negócios, seja para permitir a comunicação face a face para decisões importantes ou para transferir especialistas do seu local de trabalho regular para locais onde são necessários.

### Planejamento

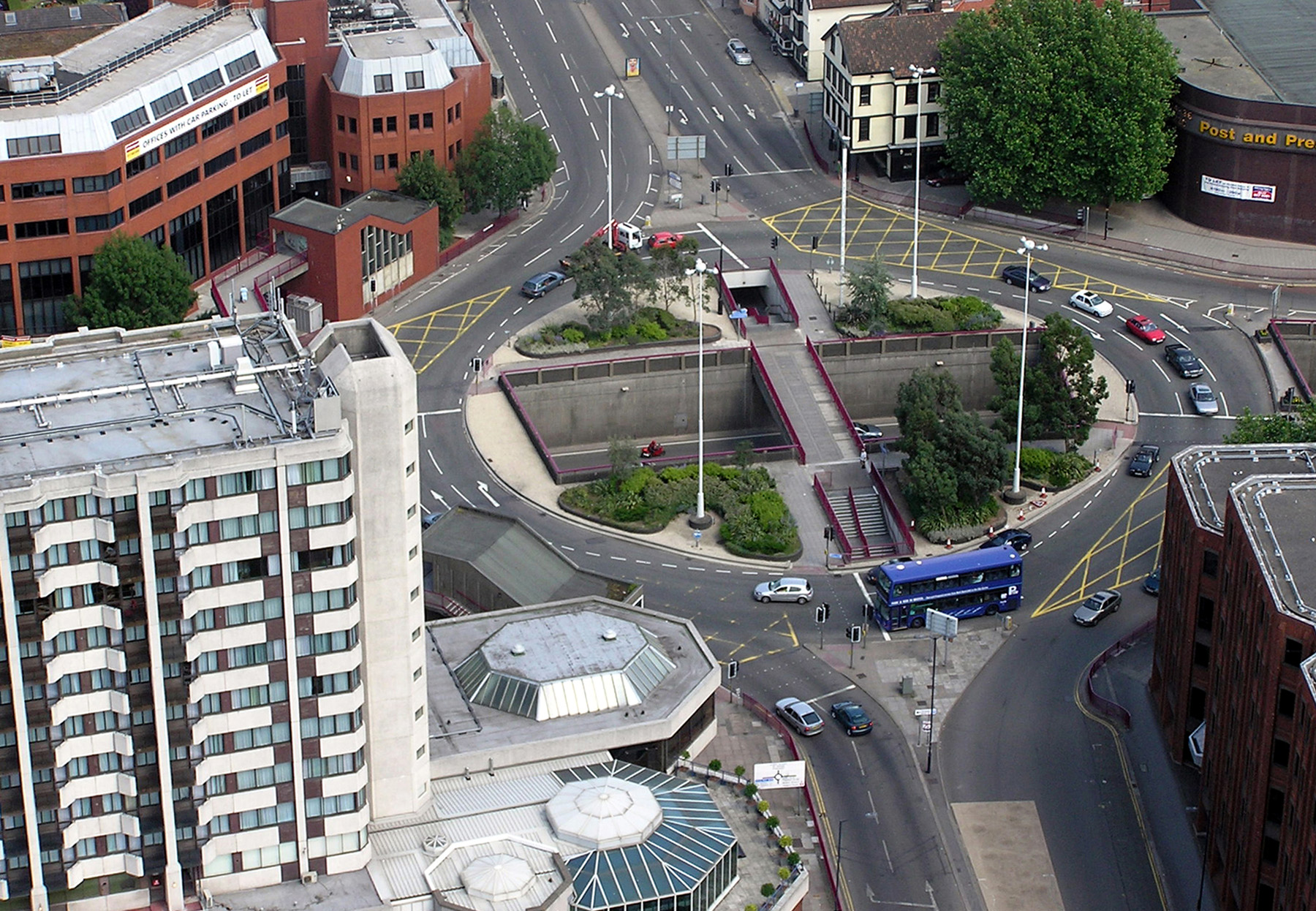
A engenharia desta rotatória em Bristol, no Reino Unido, tenta fazer com que o tráfego flua livremente.

O planejamento de transporte permite alta utilização e menor impacto em relação a novas infraestruturas. Usando modelos de previsão de transporte, os planejadores são capazes de prever padrões futuros de transporte. No nível operacional, a logística permite que os proprietários da carga planejem o transporte como parte da cadeia de abastecimento . A engenharia de transportes, uma subdisciplina da engenharia civil, deve levar em consideração a geração de viagens, distribuição de viagens, escolha de modo e atribuição de rotas, enquanto o nível operacional é tratado através da engenharia de tráfego.
Devido aos impactos negativos causados, o transporte torna-se frequentemente objeto de controvérsia relacionada com a escolha do modo, bem como com o aumento da capacidade. O transporte automóvel pode ser visto como uma tragédia dos comuns, onde a flexibilidade e o conforto para o indivíduo deterioram o ambiente natural e urbano para todos. A densidade do desenvolvimento depende do modo de transporte, com o transporte público permitindo uma melhor utilização do espaço. Uma boa utilização do solo mantém as atividades comuns perto das casas das pessoas e coloca o desenvolvimento de maior densidade mais perto das linhas de transporte e dos centros, para minimizar a necessidade de transporte.

### Ambiente

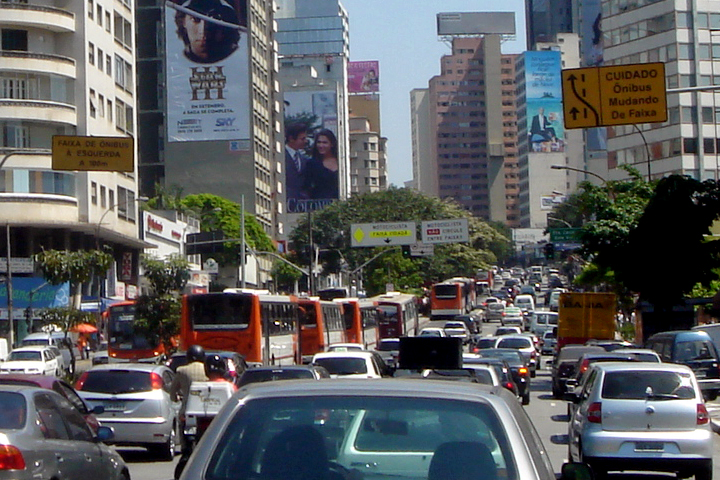
O congestionamento do trânsito persiste em São Paulo, Brasil, apesar dos dias sem dirigir com base nos números das placas.

O transporte é um importante uso de energia e queima a maior parte do petróleo do mundo. Isto cria poluição atmosférica, incluindo óxidos nitrosos e partículas, e contribui significativamente para o aquecimento global através da emissão de dióxido de carbono, para o qual os transportes são o setor de emissões que mais cresce. Por subsector, o transporte rodoviário é o que mais contribui para o aquecimento global. As regulamentações ambientais nos países desenvolvidos reduziram as emissões dos veículos individuais; no entanto, isto foi compensado por aumentos no número de veículos e na utilização de cada veículo. Alguns caminhos para reduzir consideravelmente as emissões de carbono dos veículos rodoviários foram estudados. A utilização de energia e as emissões variam largamente entre modos de transporte, fazendo com que os ambientalistas apelem a uma transição do transporte rodoviário para o ferroviário e ao transporte movido a energia humana, bem como a uma maior eletrificação dos transportes e à eficiência energética.
Outros impactos ambientais dos sistemas de transporte incluem o congestionamento do tráfego e a expansão urbana orientada para o automóvel, que pode consumir habitats naturais e terras agrícolas. Ao reduzir as emissões dos transportes a nível global, prevê-se que haverá efeitos positivos significativos na qualidade do ar da Terra, na chuva ácida, na poluição atmosférica e nas alterações climáticas.

## Trabalhos
- Bardi, Edward J.; Coyle, John Joseph; Novack, Robert A. (2006). Management of Transportation. [S.l.]: Thomson/South-Western. ISBN 978-0-324-31443-4
- Chopra, Sunil; Meindl, Peter (2007). Supply Chain Management: Strategy, Planning, and Operation. [S.l.]: Pearson Prentice Hall. ISBN 978-0-13-173042-7